# Semiothisa brongusaria
Semiothisa brongusaria là một loài bướm đêm trong họ Geometridae.